# Denkmäler der Tonkunst
Denkmäler der Tonkunst  ist eine von Friedrich Chrysander (1826–1901), dem Herausgeber der deutschen Händel-Gesamtwerkausgabe, herausgegebenes Sammelwerk musikalischer Werke, das in 6 Bänden in Bergedorf 1869–1871 erschien.

## Inhaltsübersicht
- 1: Palestrina (Motetten), hg. von Heinrich Bellermann. 1871. 236 S. (Digitalisat)
- 2: Carissimi (4 Oratorien), hg. von Chrysander. 123 S. (Digitalisat)
- 3: Corelli (Violin-Sonaten op. 1–4)
- 4: Fr. Couperin (Klavier-Werke Bd. 1 & 2) unter Mitarbeit von Johannes Brahms
  - später 4-bändig in den Verlag von Augener übergegangen: Bd. 1 (Digitalisat), Bd. 2 (Digitalisat), Bd. 3 (Digitalisat), Bd. 4 (Digitalisat)
- 5: Urio (Te Deum).
  - später von Max Seiffert als 2. Supplement-Band der Händel-Ausgabe, 1902 (Digitalisat)